# Nectandra embirensis
Nectandra embirensis är en lagerväxtart som beskrevs av B. Coe-teixeira. Nectandra embirensis ingår i släktet Nectandra och familjen lagerväxter. Inga underarter finns listade i Catalogue of Life.